# Nagy Szent Bernát-hágó
A Nagy Szent Bernát-hágó (németül Alpenpass Großer Sankt Bernhard, olaszul Colle del Gran San Bernardo, franciául Col du Grand-Saint-Bernard) az Alpok magasan fekvő átjárója Svájc és Olaszország között.

## Fekvése
A Nagy Szent Bernát-hágó: a Nyugati-Alpokban húzódik, Svájc és Olaszország határán. Martigny és a Valle d’Aosta között helyezkedik el, a Rhône folyó völgyéből a Dora Baltea völgye felé halad. Legmagasabb pontja 2467 m. 1050-ben alapították meg Bernhard von Aosta átjárójánál a Nagy Szent Bernát-kolostort, amelyről e hágó a nevét kapta. Itt tenyésztették ki a bernáthegyi kutyafajtát, melyet a lavinák áldozatainak megmentésére tartottak, neveltek s amely fajtát aztán Barry kutya tett híressé. Ő 40 emberéletet mentett meg.